# Regina Buggy
Regina Buggy, född den 12 november 1959 i Plymouth, USA, är en amerikansk landhockeyspelare.
Hon tog OS-brons i damernas landhockeyturnering i samband med de olympiska landhockeytävlingarna 1984 i Los Angeles.